# Automatisation de la ligne 13 du métro de Paris

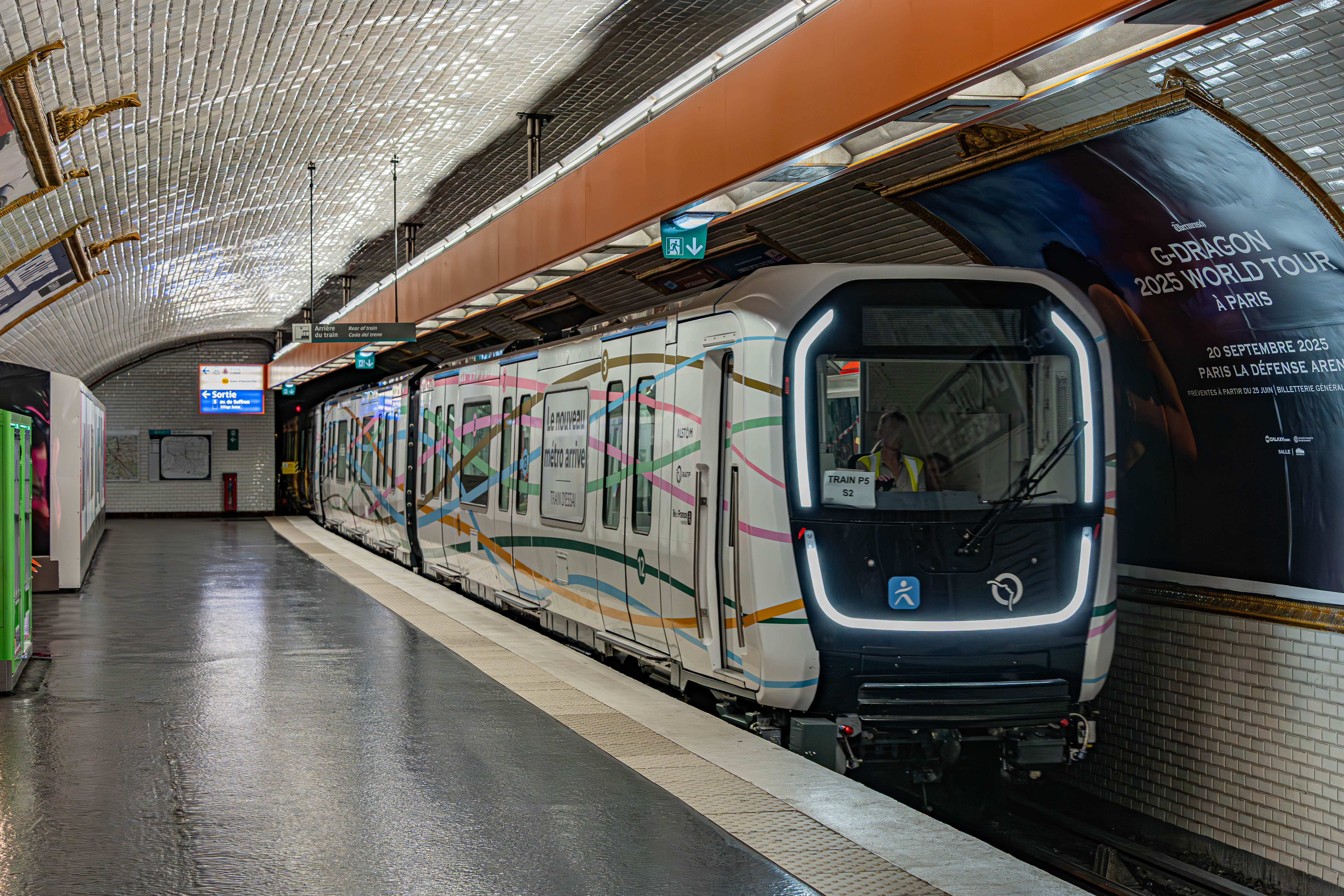
Une rame MF 19 en essais sur la ligne 10.

L'automatisation de la ligne 13 du métro de Paris est un projet porté par Île-de-France Mobilités et la RATP visant à transformer cette ligne, l’une des plus fréquentées du réseau parisien, en une ligne à conduite entièrement automatique, à l’image des lignes 1 et 4. Annoncée comme une priorité pour améliorer la régularité, la fréquence et la capacité de la ligne, cette automatisation s’inscrit dans un contexte de saturation chronique et de renouvellement du matériel roulant. Le projet, voté en décembre 2022, prévoit une mise en service progressive avec un objectif d’automatisation intégrale à l’horizon 2035.

## Contexte et genèse du projet
En juillet 2018, Île-de-France Mobilités (ex-STIF) mandate la RATP pour réaliser des études en vue d’automatiser la ligne 13, après le succès de l’automatisation de la ligne 4, avec une mise en service envisagée entre 2025 et 2027, concomitamment au remplacement des rames MF 77 par les nouvelles rames MF 19. Initialement, la ligne 11 était pressentie pour être automatisée en priorité, mais son prolongement au-delà de Rosny-Bois-Perrier ayant été reporté sine die, la ligne 13 a été privilégiée.
La ligne 13, connue pour sa forte affluence et ses difficultés d’exploitation, notamment au niveau de la bifurcation de La Fourche, pourrait bénéficier d’une augmentation de la fréquence (une rame toutes les 90 à 95 secondes) grâce à l’automatisation, en complément des effets attendus du prolongement de la ligne 14 au nord.

## Caractéristiques du projet
Le projet, évalué à plus de 700 millions d’euros, repose sur plusieurs axes majeurs :
- l’adaptation des infrastructures inclut la modernisation de la signalisation avec un système automatisé et le renforcement des quais, notamment leurs extrémités, pour supporter l’installation de nouvelles portes palières hautes, destinées à remplacer les modèles bas actuels sur l’ensemble des stations[4]. Ces travaux visent également à ajuster les quais pour un accès de plain-pied avec les rames MF 19, répondant ainsi aux normes d’accessibilité pour les personnes à mobilité réduite (PMR)[2].
- le renouvellement du matériel roulant qui prévoit l’introduction des MF 19, dotés de loges de conduite escamotables, permettant une transition progressive de la conduite manuelle à l’automatique.

En raison de la complexité technique et des surcoûts potentiels, l’automatisation intégrale est désormais planifiée pour 2035, après une phase initiale de mise en service des rames en conduite manuelle.

## Étapes et calendrier
Le 7 décembre 2022, le conseil d’administration d’Île-de-France Mobilités vote en faveur de l’automatisation de la ligne 13. Le calendrier prévisionnel se déroule en deux phases : le déploiement des rames MF 19 en conduite manuelle à horizon 2030 puis le passage à une conduite entièrement automatique à horizon 2035.
Des travaux préliminaires sont menés dès l'été 2025, comme le rehaussement et le renforcement des quais des stations Gaîté, Pernety et Gabriel Péri afin d'y permettre, par la  suite, l'installation de portes palières
.

## Réactions et controverses
Bien que soutenu par les élus franciliens, notamment Valérie Pécresse, présidente de la région Île-de-France, qui voit dans ce projet une solution à la saturation de la ligne, le projet suscite des critiques. La Fédération nationale des associations d'usagers des transports (FNAUT) juge le gain de temps sur les fréquences insuffisant pour justifier un investissement aussi coûteux. Elle propose une alternative moins onéreuse : un semi-automatisme, inspiré du système OCTYS déjà en place sur les lignes 5 et 9, qui permettrait une meilleure régulation sans nécessiter une automatisation complète[réf. souhaitée].